# Imhausen
Imhausen ist ein Ortsteil der Gemeinde Windeck im Rhein-Sieg-Kreis. Zu Imhausen gehört der ehemalige Ortsteil Hundhausen.

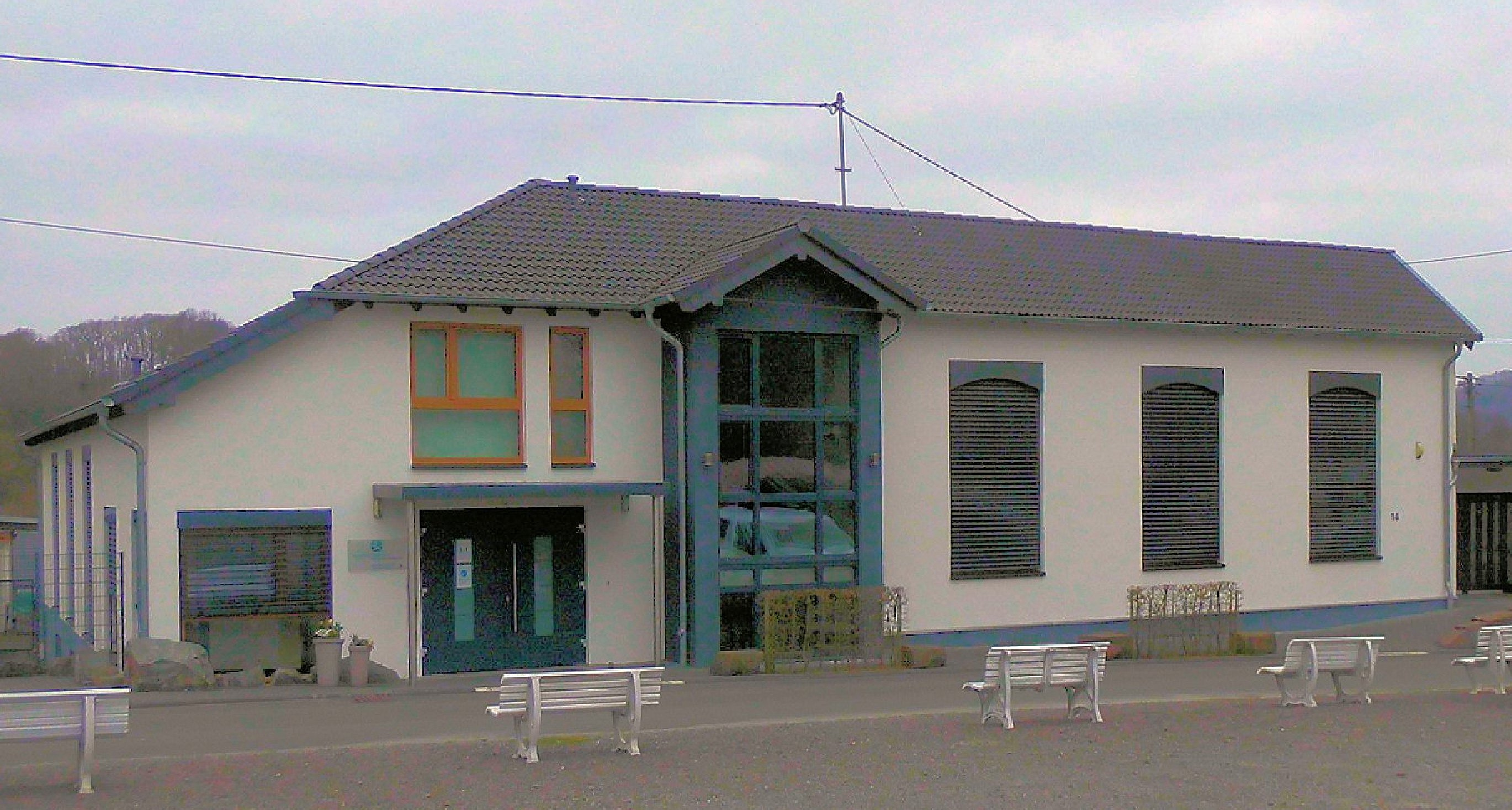
Gemeindezentrum der Evangelisch-freikirchlichen Gemeinde Imhausen

## Lage
Imhausen liegt am linken Ufer der Sieg am Rand des  Niederwesterwalds. In Imhausen fließt der Irsenbach in die Sieg. Nachbarorte sind Schabernack, sowie Eich und Wiedenhof am rechten Siegufer.

## Geschichte
1885 hatte Imhausen 18 Wohnhäuser und 114 Bewohner. Damals gehörte Imhausen zur Gemeinde Rosbach und zur Bürgermeisterei Dattenfeld.
1944 kam es im Zuge des Zweiten Weltkrieges zu einem Tieffliegerangriff, der vier Todesopfer forderte.

## Infrastruktur
Imhausen wird von der Landesstraße 312 durchzogen. Im Ortsteil Hundhausen gibt es einen Fußballplatz. Dieser wurde bis zur Saison 2011/2012 von der SpVgg Fortuna Imhausen 1920 e. V. genutzt, heute dient er als Hundeschule.

## Naturschutz
Südlich von Imhausen liegt das Naturschutzgebiet Steinbruch Imhausen. Die Bürger sind gegen eine Erweiterung des Steinbruchs Richtung Dorf.

## Kirchen
In Imhausen befindet sich das Gemeindezentrum der Evangelisch-freikirchlichen Gemeinde Imhausen. Die Gemeinde existiert seit 1911, der erste Gemeindebau wurde 1912 eingeweiht.
Im Oktober 2014 wurde das neue Gemeindezentrum nach fünf Jahren Bauzeit eingeweiht.

## Vereine
Im Ort existieren neben dem Sportverein (SpVgg Fortuna Imhausen 1920 e. V.) noch der MGV „Deutscher Männerchor“ Imhausen 1854 e. V. sowie der Bürgerverein Imhausen.